# Balkhauser Kotten

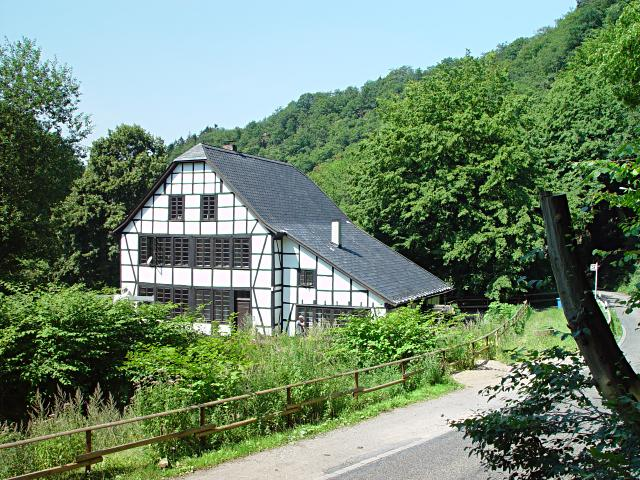
Der Balkhauser Kotten an der Wupper

Der Balkhauser Kotten ist einer von zwei weitgehend im Original erhaltenen Schleifkotten an der Wupper in der bergischen Großstadt Solingen. Er ist nach der benachbarten Hofschaft I. Balkhausen benannt und zählt zu den bekanntesten Wahrzeichen der Stadt Solingen.
Der Kotten ist Eigentum der Stadt Solingen und wird als Schleifer- und Heimatmuseum betrieben. Er wird vom Kuratorium Balkhauser Kotten e. V. verwaltet und ist an eine Bewohnerfamilie vermietet, die als Kustoden den Zutritt zu den Exponaten ermöglicht.

## Lage und Beschreibung
Der Balkhauser Kotten liegt abseits der geschlossenen Bebauung am Fuße des Pfaffenbergs im südlichen Teil des Solinger Stadtgebiets im dortigen Stadtbezirk Burg/Höhscheid. Er befindet sich auf einer breiten Flusswiese an einem Nordufer des Flusses Wupper, der auch die Stadtgrenze zu Leichlingen (Rheinland) bildet. Unmittelbar nördlich führt der Balkhauser Weg vorbei, der als Kreisstraße 4 ausgewiesen ist.
Bei dem Kotten handelt es sich um ein zweigeschossiges Fachwerkgebäude mit Krüppelwalmdach. Es verfügt über einen eingeschossigen Anbau mit Pultdach, dem ursprünglichen Innenkotten, der erst 1830 durch das Hauptgebäude erweitert wurde. Ein Obergraben zweigt im Osten von einem Wehr ab und führt dem unterschlächtigen Wasserrad Wasser zu, dessen Kraft in mechanischen Antrieb von Schleifsteinen und Polierscheiben umgesetzt wird. Das Grabensystem, Wasserrad und mechanische Einrichtungen sind bis heute erhalten und können zusammen mit weiteren themenbezogenen Exponaten im Museum besichtigt werden. 
Mehrere Wanderwege führen am Balkhauser Kotten entlang, so zum Beispiel der Klingenpfad. Der Balkhauser Kotten ist zudem eine Station des Erlebniswegs Wupper, der vom Wipperkotten entlang der Wupper bis zum Manuelskotten in Wuppertal-Cronenberg führt.

## Geschichte

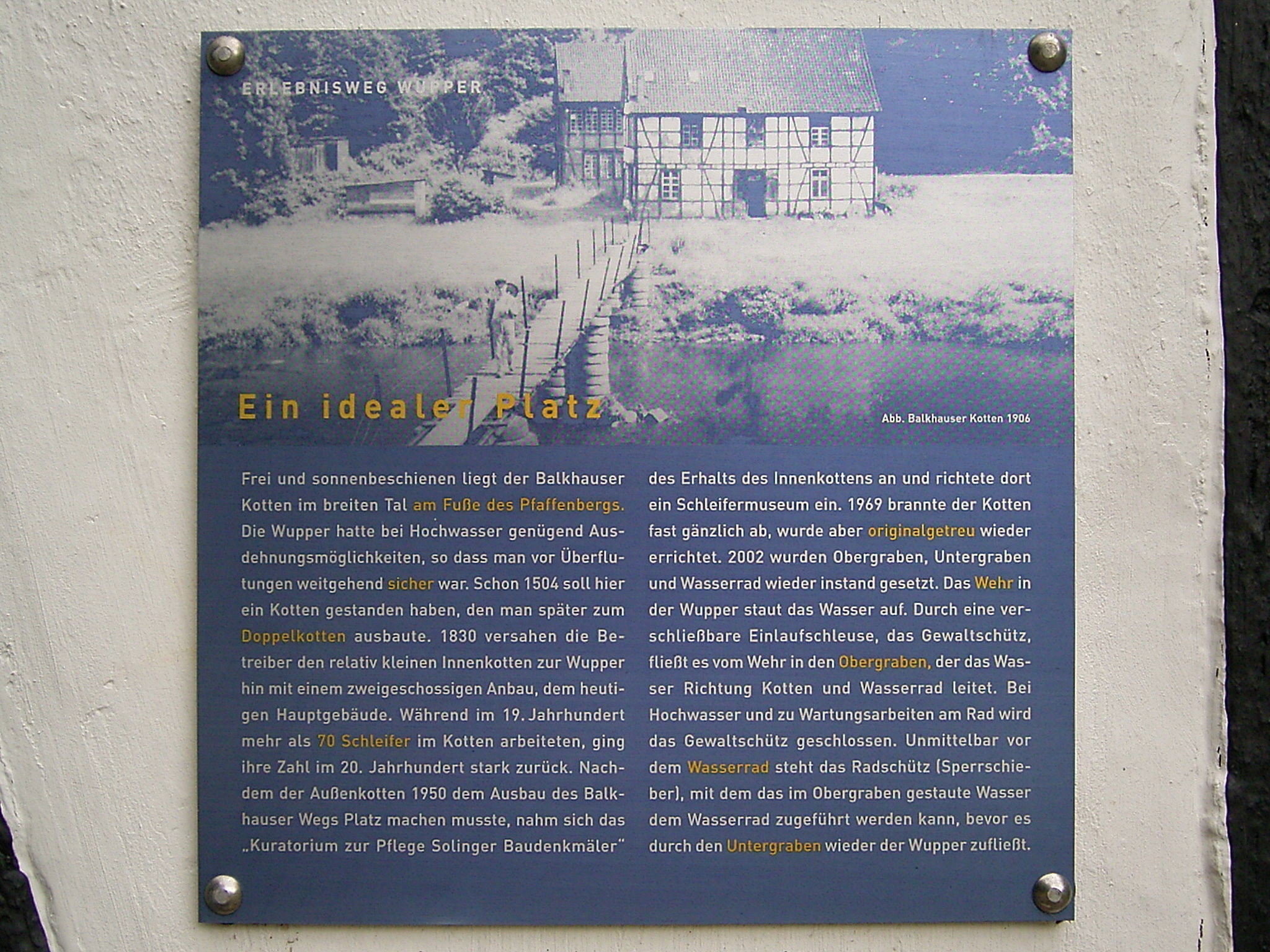
Informationstafel des Erlebniswegs Wupper zum Kotten

Laut dem Solinger Stadthistoriker Heinz Rosenthal wurde die Konzession für die Errichtung des Balkhauser Kottens bereits im Jahre 1504 erteilt. Im Jahre 1612 wurde er von einem einfachen Schleifkotten zu einem Doppelkotten ausgebaut, d. h. durch einen zur Wupper liegenden Innenkotten erweitert. 1830 wurde dieser Innenkotten um ein zweigeschossiges Gebäude erweitert, das heutige Hauptgebäude des Kottens. Der ursprüngliche Innenkotten erhielt 1920 ein Pultdach und erscheint darum heute wie ein Anbau. Der freistehende Außenkotten fiel 1950 dem Ausbau des Balkhauser Wegs zum Opfer.:65

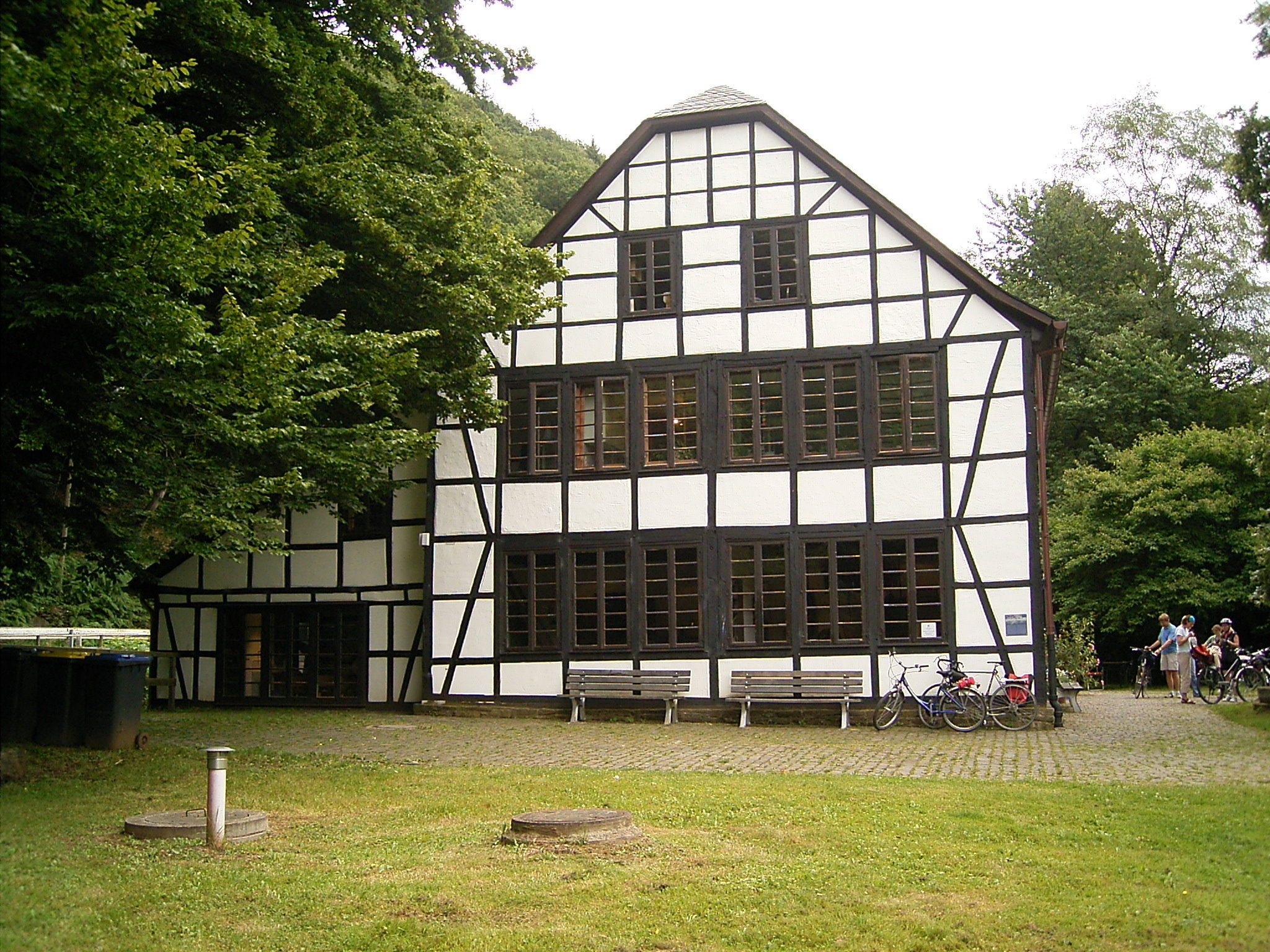
Balkhauser Kotten von Westen: der ursprüngliche Innenkotten (links) und das 1830 erbaute Hauptgebäude (rechts)

Im 19. Jahrhundert wurde der Kotten noch von mehr als 70 Schleifern genutzt. Diese Zahl sank mit dem wachsenden Einsatz der Dampfschleifereien auf den Höhenrücken ab dem beginnenden 20. Jahrhundert stetig. 1922 arbeiteten noch 56 Schleifer im Balkhauser Kotten. Nach dem Zweiten Weltkrieg sank die Zahl der Heimarbeit beschäftigten Schleifer weiter und die Arbeit wurde in die Fabriken verlagert.:65f.
Diese Entwicklung bedrohte auch den Balkhauser Kotten. Doch ein ehrenamtlicher Verein gründete sich, der den Kotten als Baudenkmal erhalten und in ein Schleifermuseum umwandeln wollte, was schließlich 1962 gelang. Durch einen Brand 1969 wurde das Gebäude zerstört, jedoch bis 1972 originalgetreu wieder aufgebaut. Im Jahre 2002 wurde der Obergraben des Kottens wiederhergestellt, wodurch das Wasserrad wieder in Betrieb genommen werden konnte.:66
Der Balkhauser Kotten wurde durch das Hochwasser der Wupper 2021 schwer beschädigt. Das Wasser stand am 15. Juli 2021 bis zu 1,70 Meter hoch. An einigen Stellen im Erdgeschoss wurde Lehm freigelegt und Inventar beschädigt. Die Kosten für eine Sanierung wurden auf eine Million Euro geschätzt. Der Kotten soll nach Sanierung voraussichtlich Ende 2025 für Besucher wieder geöffnet werden.

## Denkmalschutz
Der Balkhauser Kotten wurde am 28. September 1984 unter der laufenden Nummer 91 in die Solinger Denkmalliste eingetragen.